# Gräbern, Volšperk
Gräbern je naselje v Občini Volšperk v Okraju Volšperk na Koroškem v Avstriji.